# Celso Otero
Celso Otero, vollständiger Name Celso Otero Quintas, (* 1. Februar 1958 in Montevideo) ist ein ehemaliger uruguayischer Fußballtorhüter.

## Spielerkarriere

### Verein
Der 1,79 Meter große Torwart Otero, der unter anderem auch für den Club Atlético Alto Perú spielte, stand in der Anfangsphase seiner Karriere von 1978 bis 1979 bei Nacional unter Vertrag. 1980 wird sodann einerseits Danubio, andererseits Racing als sein Arbeitgeber geführt. In den Jahren 1982 bis 1988 gehörte er dem Kader Montevideo Wanderers in der Primera División an. 1985 wurde die Mannschaft uruguayischer Vizemeister. 1989 bis 1991 ist eine Station bei Rentistas für ihn verzeichnet. Für das Jahr 1990 führen ihn andere Quellen jedoch wieder bei den Wanderers.

### Nationalmannschaft
Otero war auch Mitglied der A-Nationalmannschaft Uruguays, mit der er an der Weltmeisterschaft 1986 teilnahm. Nationaltrainer Omar Borrás griff allerdings in diesem Wettbewerb nicht auf Oteros Dienste zurück. Im Vorfeld des Turniers kam er jedoch in den Freundschaftsspielen der Celeste am 11. Mai 1986 gegen Junior de Barranquilla und am 14. Mai 1986 gegen Atlético Nacional in der Nationalelf zum Einsatz. 1988 folgten zwei weitere Länderspiele, als er bei der Copa Ciudad de Bogotá am 4. August gegen Independiente de Santa Fe und am 7. August gegen Kolumbien aufgestellt wurde. Letztere Partie, bei der die Nationalmannschaft von Óscar Tabárez’ Assistenten Gregorio Pérez betreut wurde, blieb Oteros einziges offizielles Länderspiel als Spieler.

### Erfolge
- Uruguayischer Vizemeister 1985

## Trainertätigkeit
Otero ist mindestens seit dessen Amtsantritt 2006 Co-Trainer unter Óscar Tabárez bei der Nationalmannschaft Uruguays. Bei den ersten beiden Länderspielen der Celeste nach der Weltmeisterschaft 2014 am 5. September 2014 gegen die japanische Auswahl und am 8. September 2014 gegen diejenige Südkoreas bildete er gemeinsam mit Mario Rebollo, in Vertretung des sich von den Folgen einer Operation erholenden Tabárez, das verantwortliche Trainergespann.